# Рубежница (приток Куньи)
Рубежница — река в России, протекает в Торопецком районе Тверской области. Устье реки находится в 48 км по правому берегу реки Куньи, между деревнями Кочута и Горка Волокского сельского поселения. Длина реки составляет 11 км.
Система водного объекта: Кунья → Ловать → Волхов → Нева → Балтийское море.

## Данные водного реестра
По данным государственного водного реестра России относится к Балтийскому бассейновому округу, водохозяйственный участок реки — Ловать и Пола, речной подбассейн реки — Волхов. Относится к речному бассейну реки Нева (включая бассейны рек Онежского и Ладожского озера).
Код объекта в государственном водном реестре — 01040200312102000023407.